# Célestin Caïtucoli
Pour les articles homonymes, voir Caïtucoli.
Célestin Marc Caïtucoli est un homme politique français né le 12 janvier 1865 à Sollacaro (Corse-du-Sud) et décédé le 12 mars 1935 à Paris.
D'abord employé de commerce à Paris, il revient en Corse et se lance dans l'import-export. Il devient maire de Sollacaro, conseiller général et député de Corse de 1919 à 1928, siégeant sur les bancs radicaux.

## Sources
- « Célestin Caïtucoli », dans le Dictionnaire des parlementaires français (1889-1940), sous la direction de Jean Jolly, PUF, 1960 [détail de l’édition]